# Gare de Trappes
La gare de Trappes est une gare ferroviaire française de la ligne de Paris-Montparnasse à Brest, située sur le territoire de la commune de Trappes, dans le département des Yvelines, en région Île-de-France.
C'est une gare de la Société nationale des chemins de fer français (SNCF) desservie par les trains de la ligne N du Transilien (réseau Paris-Montparnasse) et par les trains de la ligne U du Transilien (ligne La Défense - La Verrière).

## Situation ferroviaire
Établie à 169 mètres d'altitude, la gare de Trappes est située au point kilométrique (PK) 27,085 de la ligne de Paris-Montparnasse à Brest, entre les gares de Saint-Quentin-en-Yvelines et de La Verrière.
La commune de Trappes possède sur son territoire une gare ferroviaire et une gare de triage (fret) avec des ateliers pour réparer les trains et des voies de garage pour les stocker.

## Histoire
La gare est inaugurée le 5 juillet 1849 et le tronçon entre la gare de Versailles-Chantiers et la gare de Chartres est mis en service le 12 juillet 1849.
La gare était très fréquentée, à la fin du XIXe siècle et au début du XXe siècle, par des canotiers et des promeneurs qui arrivaient de Paris pour aller à l'étang de Trappes (ancien nom de l'étang de Saint-Quentin).
Elle était desservie par la compagnie des chemins de fer de l'État, par la compagnie des chemins de fer de l'Ouest et par l'État français.
En 1911, la gare de triage de Versailles-Matelots est saturée ; pour y remédier, il est construit à Trappes un dépôt et une nouvelle gare de triage qui en font l'un des centres ferroviaires les plus importants de France. L’arrivée d'une main-d’œuvre d'origine provinciale, essentiellement bretonne, permet à Trappes d'augmenter sa population et de devenir une cité cheminote.
Les Dents de Scie sont une cité ouvrière construite en 1931, à proximité de la gare, afin de loger des cheminots et leurs familles.
L'ancien dépôt a été érigé en 1935 par l'Administration des Chemins de Fer de l'État, détruit en 1944 et rebâti à l'identique entre 1945 et 1947.
En 1944, en vue de préparer la bataille de Normandie, les bombardements alliés, visent les installations ferroviaires. Quatre bombardements causent de graves dégâts à la ville et font plus de 100 victimes.
Le 17 janvier 1990, Jamel Debbouze, âgé de 14 ans et Jean-Paul Admette, fils de Michel Admette, sont happés par un train Paris – Nantes alors qu'ils avaient décidé de traverser les voies pour attraper leurs bus. Lors de cet accident, Jean-Paul Admette est tué sur le coup, tandis que Jamel Debbouze perd l'usage de son bras droit.
En 2016, selon les estimations de la SNCF, la fréquentation annuelle de la gare est de 3 758 400 voyageurs après 4 201 200 voyageurs en 2015 et 4 200 911 voyageurs en 2014.

## Service des voyageurs

### Accueil

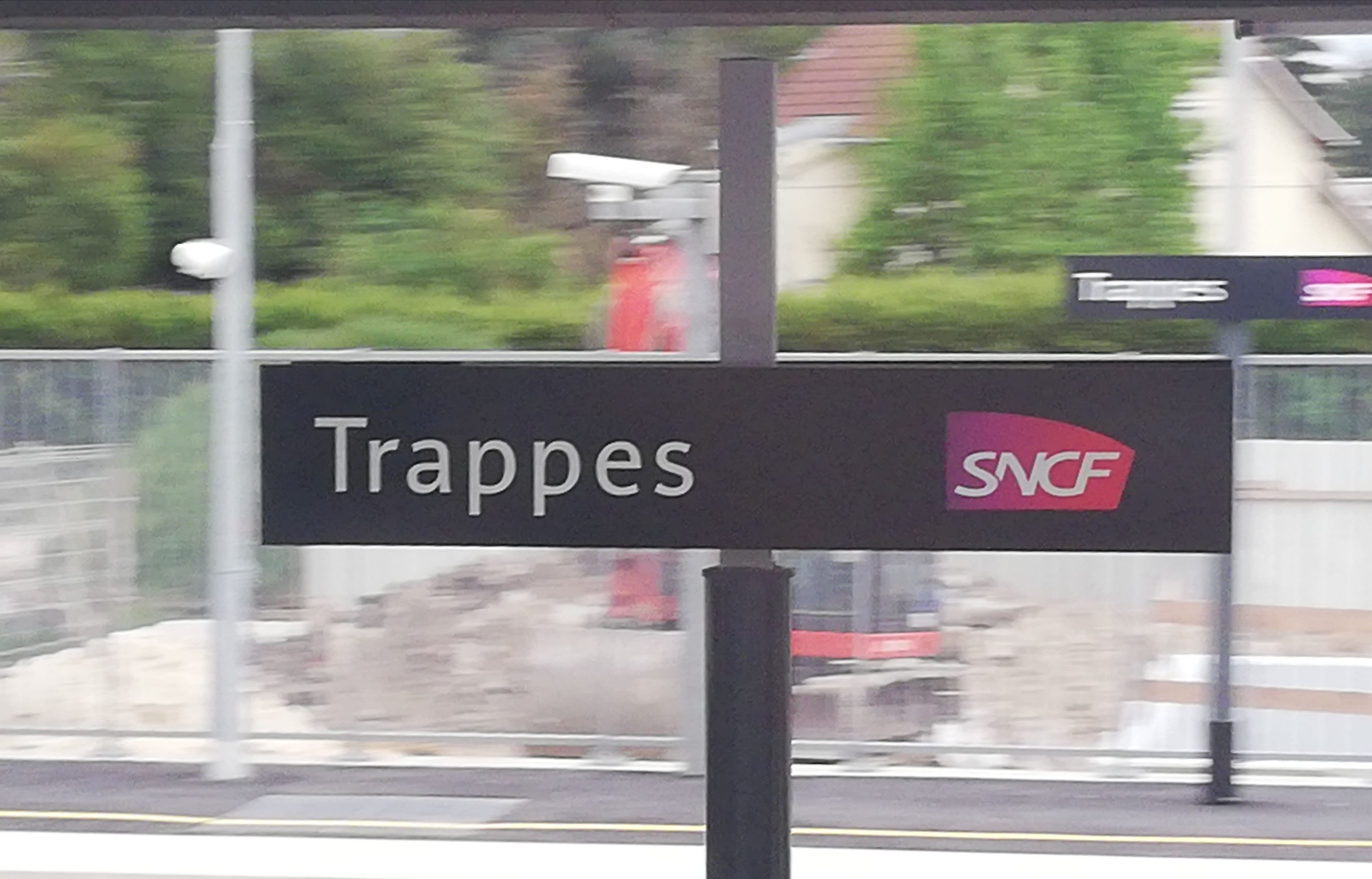
Plaque signalétique de la gare, en mai 2019.

Gare SNCF, elle dispose d'un bâtiment voyageurs avec guichets adaptés pour les personnes handicapées, d'automates Transilien, d'automates grandes lignes, du système d'information sur les circulations des trains en temps réel, du dispositif de contrôle des billets élargi et de boucles magnétiques pour personnes malentendantes.
Elle est équipée d'un quai central et de deux quais latéraux encadrant quatre voies. Le changement de quai se fait par un passage souterrain et ascenseurs pour les personnes à mobilité réduite. La gare qui a été construite en pierre meulière, a gardé son apparence d'origine.

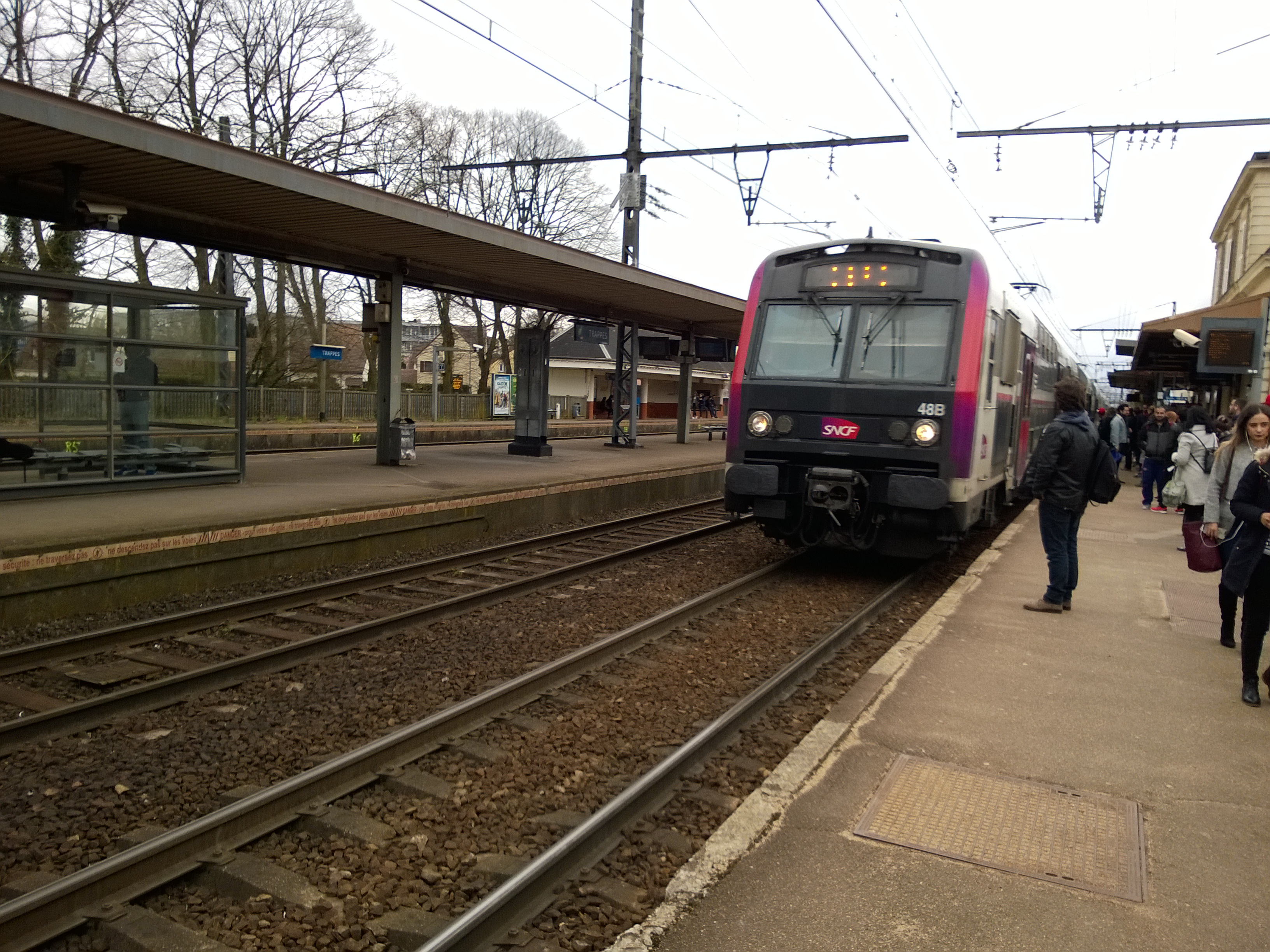
Un train de la ligne U pour La Défense.

### Dessertes
En 2012, la gare est desservie par :
- des trains de la ligne N du Transilien (branche Paris - Rambouillet), à raison[10] d'un train toutes les 30 minutes, sauf aux heures de pointe où la fréquence est d'un train toutes les 15 minutes. Le temps de trajet est d'environ 24 minutes depuis Rambouillet et de 27 minutes à 38 minutes depuis Paris-Montparnasse ;

- des trains de la ligne U du Transilien, à raison[11] d'un train toutes les 30 minutes, sauf aux heures de pointe où la fréquence est d'un train toutes les 15 minutes. Le temps de trajet est d'environ 4 minutes depuis La Verrière et 31 minutes depuis La Défense.

### Intermodalité
La gare est desservie par les lignes 5104, 5105, 5106, 5107, 5130 et 5132 du réseau de bus de Saint-Quentin-en-Yvelines et par la ligne N161 du réseau Noctilien. Un parking pour les véhicules et les vélos y est aménagé.

## Service des marchandises
Cette gare est ouverte au trafic du fret.

## Patrimoine ferroviaire
Le bâtiment voyageurs, d’origine, est construit partiellement en pierre meulière.

## Technicentre PRG de Trappes
Trappes possède un nouveau technicentre SNCF depuis 2005. Il est chargé de la maintenance du matériel roulant Transilien (Z 5600 Evolys du RER C et Z 8800 circulant sur la ligne U du Transilien) ainsi que du matériel roulant des régions Centre-Val de Loire, Haute-Normandie (Z 26500 et Intercités).

## Projets
La desserte de cette gare pourrait être bientôt améliorée puisqu'il est prévu de prolonger le RER C (branche C7) jusqu'à la gare de Coignières (le RER C a actuellement pour terminus la gare de Saint-Quentin-en-Yvelines). Ce prolongement poursuit deux objectifs : accompagner le fort développement de la zone desservie (une partie de la ville nouvelle de Saint-Quentin-en-Yvelines : La Verrière, Élancourt, Trappes et de Maurepas), et maîtriser la fréquentation importante de la gare de Saint-Quentin-en-Yvelines. Le projet suppose que des travaux soient réalisés sur la ligne, notamment pour sécuriser la traversée de Trappes. La date de réalisation n'est pas encore connue.
Par ailleurs, à terme, la gare devrait être mieux reliée à celle de Rambouillet, car le département des Yvelines défend le prolongement de la ligne La Défense - La Verrière jusqu'à Rambouillet. Actuellement les trains de la ligne ont pour terminus la gare de La Verrière.
Enfin, dans le cadre des Opérations d'Intérêt National (OIN), il est envisagé de créer d'ici 2013 un transport en commun en site propre pour connecter la gare de La Verrière à celle de Trappes, en passant par Maurepas et Élancourt.